# ジャン・カサドシュ
ジャン・カサドシュ（Jean Casadesus, 1927年7月17日 – 1972年1月20日）は、フランスのピアニスト。
パリで、父ロベール・カサドシュと母ギャビー・カサドシュの間に生まれる。両親からピアノの指導を受け、パリ音楽院に進学した後、アメリカ合衆国に留学してプリンストン大学に学んだ。
1947年にユージン・オーマンディ指揮フィラデルフィア管弦楽団と共演してデビューし、その後は演奏会ピアニストやピアノ教師として成功し、主にフォンテーヌブロー・アメリカ音楽院において教鞭を執った。
著名な両親とともに、モーツァルトの《2台のピアノのための協奏曲》や《3台のピアノのための協奏曲》を録音している（共演相手は、ジョージ・セル指揮クリーヴランド管弦楽団ならびにコロンビア交響楽団、オーマンディ指揮フィラデルフィア管弦楽団であった）。
1953年に画家アンドレ・ジラールの娘エヴィ（Evie Girard）と結婚し、一粒種の娘アニェスを儲けた。1972年の年頭に、カナダで交通事故に巻き込まれ悲劇的な最期を遂げた。